# Work It Out
«Work It Out» — песня американской R&B-певицы Бейонсе. Сингл был выпущен 11 июня 2002 года лейблом Columbia Records как заглавная пеня из саундтрека к фильму «Остин Пауэрс: Голдмембер», в котором певица сыграла роль Фокскси Клеопатры. Позже песня была включена в дебютный студийный альбом Ноулз Dangerously in Love (2003). Авторами песни являются Бейонсе, Фаррелл Уильямс и Чад Хьюго. «Work It Out» включает в себя элементы фанка 1960-х и 1970-х, а также элементы пост-диско.
В основном «Work It Out» получила положительные отзывы от музыкальных критиков, отметивших ретро-стиль и влияние различных стилей музыки. Этот сингл считается началом успешной сольной карьеры Бейонсе после успеха группы Destiny's Child, в которой певица была ведущей вокалисткой. В коммерческом плане песня не смогла попасть в Billboard Hot 100, но смогла возглавить чарт Hot Dance Club Songs. «Work It Out» также вошла в топ-10 чартов синглов в Норвегии и Великобритании.

## История релиза
«Work It Out» была написана Бейонсе, Фарреллом Уильямсом и Чадом Хьюго (продюсером сингла стали The Neptunes). Критики назвали песню переходом Ноулз от карьеры вокалистки Destiny’s Child к успешной сольной карьере. Премьера песни прошла 23 мая 2002 года на AOL. «Work It Out» стала первым синглом из альбома саундтрека к фильму «Остин Пауэрс: Голдмембер». Также предполагалось, что песня станет лид-синглом с дебютного альбома Бейонсе «Dangerously in Love», но в итоге была заменена на «Crazy in Love». В международную версию альбома «Work It Out» вошла как бонус-трек.

## Музыкальная критика
«Work It Out» в основном собрала положительные отзывы критиков, большинству которым понравилось дополнение песни элементами фанка 1960-х и 1970-х. Прослушав альбом саундтреков «Остин Пауэрс: Голдмембер», Джош Тирэнгил написал для Entertainment Weekly отрицательный обзор на песню, заявив, что она представляет собой «трепыхания и инсинуации». Однако, для того же самого журнала Крэйг Сеймур поставил высокий рейтинг A-, назвав трек «классной дебютной сольной мелодией».
Стивен Томас Эрлуайн в статье для Allmusic назвал композицию «превосходной» и оценил выше, чем альбом Survivor (2001) Destiny’s Child Хотя «Work It Out» считают хорошим «переходом» к сольной карьере для Бейонсе, журнал Vibe с этим не согласился, заявив, что песня дебютировала слабо в чартах для Ноулз, от которой ждали «громкого» начала сольной карьеры. Contactmusic.com назвал вклад Бейонсе в саундтрек к фильму лучшим в альбоме.

## Чарты
| Чарт (2002)                           | Лучшая позиция |
| ------------------------------------- | -------------- |
| Австралия (ARIA)                      | 21             |
| Бельгия/Фландрия (Ultratop 50)        | 2              |
| Бельгия/Валлония (Ultratop 50)        | 40             |
| Дания (Tracklisten)                   | 14             |
| Франция (SNEP)                        | 87             |
| Германия (GfK)                        | 75             |
| Ирландия (IRMA)                       | 12             |
| Нидерланды (Single Top 100)           | 26             |
| Новая Зеландия (Recorded Music NZ)    | 36             |
| Норвегия (VG-lista)                   | 3              |
| Швеция (Sverigetopplistan)            | 23             |
| Швейцария (Schweizer Hitparade)       | 48             |
| Великобритания (OCC UK Singles)       | 7              |
| США (Billboard Dance Club Songs)      | 1              |
| США (Billboard Hot R&B/Hip-Hop Songs) | 104            |

## Форматы и трек-листы
| - «Work It Out» (a capella) - «Work It Out» (instrumental) - «Work It Out» (demo version) - «Work It Out» (radio edit) - «Work It Out» (new radio edit) - «Work It Out» (alternative bridge version) - «Work It Out» (Azza’s Nu Soul mix) - «Work It Out» (Blow Your Horn dub) - «Work It Out» (Charlie’s Nu NRG mix) - «Work It Out» (Goldmember Shagadelic mix) - «Work It Out» (H&D Nu Rock mix) | - «Work It Out» (Maurice’s Nu Soul mix) - «Work It Out» (Rockwilder remix) (featuring Redman) - «Work It Out» (T — Gray remix) - «Work It Out» (D. Elliot remix) - «Work It Out» (Victor Calderone mix) - «Work It Out» (K.O. Ragga mix) - «Work It Out» (K.O. Underworld dub) - «Work It Out» (Illicit Planets of Universe mix) - «Work It Out» (Vibelicious club mix) - «Work It Out» (RC Groove Nu Electric mix) - «Work It Out» (Jared Jones Vibelicious club mix) | Work It Out (CD single) 1. «Work It Out» [album Version] 2. «Work It Out» [Maurice’s Nu Soul mix] Work It Out (Import single) 1. «Work It Out» [radio edit] 2. «Work It Out» [Maurice’s Nu Soul mix] 3. «Work It Out» [Charlie’s Nu NRG mix] 4. «Work It Out» [H&D Nu Rock mix] Work It Out (UK single) 1. «Work It Out» [radio edit] 2. «Work It Out» [Blow Your Horn dub] 3. «Work It Out» [Azza’s Nu Soul mix] |